# Savigny (Normandia)
Savigny è un comune francese di 396 abitanti situato nel dipartimento della Manica nella regione della Normandia.
La chiesa, costruita agli inizi del XII secolo, conserva all'interno affreschi del XIV secolo.

## Società

### Evoluzione demografica
Abitanti censiti